# Xoanodera laticornis
Xoanodera laticornis là một loài bọ cánh cứng trong họ Cerambycidae.